# 安德烈亚·皮尔洛
安德列·派路（義大利語：Andrea Pirlo，1979年5月19日—）是一位著名意大利足球運動員，司職中場。派路出身於意大利布雷西亞，其後轉會至國際米蘭，但他的職業生涯大部份時間效力于意甲球會AC米蘭。他是歐洲乃至世界足壇公認的最為出色的組織核心（Playmaker）之一。職業生涯起初他的位置為前腰，後經前AC米蘭主帥安切洛蒂成功的改造成一名墮後組織核心，續而成為世界級球員。2017年11月6日，派路正式宣布退役，結束長達二十二年的職業球員生涯。曾擔任義甲球隊祖雲達斯主教練一職，曾任意甲球队桑普多利亚主教练一职。
他是2006年世界杯冠軍意大利隊核心成員之一，亦在職業生涯的巔峰時期長期作為AC米蘭的組織核心奪得兩屆歐洲冠軍聯賽（2003、2007）和兩屆意甲聯賽冠軍（2004、2011）。其後派路加盟祖雲達斯，再以中場核心身份奪得4屆意甲聯賽冠軍（2012、2013、2014、2015）。

## 早年

### 家庭生活
派路出生布雷西亞，家境殷实，父亲路易吉是当地一家名为Elg Steel的钢铁厂的老板，派路家族在意大利著名的費列羅集團和美拉鋼鐵都有股份。Elg Steel钢铁厂在全球50多个国家都开展业务，2004年該公司盈利4100萬歐元，到2010年，盈利為6300萬歐元，2011年产值更超过27亿欧元。此外，路易吉旗下还有葡萄酒产业，在一家意大利红酒品牌Nitor中，他占据着大量股份。 出生於這樣的家庭，派路可謂是名副其實的富人。派路於2006年赢得世界杯后，就在老家布雷西亚省买下一个10公顷的葡萄园，名為Pratum Coller的葡萄酒公司，几年后已达到年产40万瓶酒的规模。在路易吉的协助下，派路翻修了酒庄里一个中世纪遗存的农舍，准备在2年内开放农业生态旅游。此外，派路也有自己的公司，名為「AP 10」，該公司的主業是幫助球員投資實業，公司資產1500萬歐元左右，在布雷西亞擁有多處物業，在馬爾密海灘、莫斯科和米蘭等地也有物業。出色的球技、俊朗的外表再加上顯赫的家世，派路才是「三高男」球員的典型代表。
路易吉有二子一女，派路的哥哥叫伊万，比他大三岁，他幫助父亲打理生意，他也喜欢足球，不过是在业余联赛里踢，一度也踢过丙2级的职业联赛。而派路的妹妹叫西尔维娅，她比派路足足小了十岁，对于父母为什么那么多年后一定要生个女儿，派路笑说“可能是对两个儿子太失望了吧”。還说“我妹妹是我的忠实球迷，她总是把我当成她的骄傲”。 
而在個人家庭上，22歲的派路在2001年與妻子黛博拉结婚，他们俩14岁就在一起，同甘共苦，黛博拉陪派路走过了他职业生涯最艰难的时期，她也给自己的丈夫带来了好运：婚后第十天，正在度蜜月的派路和妻子分享了转会AC米兰的喜悦。2003年与2006年黛博拉分别产下了一子一女Niccolò与Angela。

### 逸事
童年时代，皮尔洛睡觉时会绞尽脑汁去磨练脚法。他的方法是人躺在床上，然后左右脚互相颠球，直到疲劳入睡为止。他尽可能不错过任何足球节目，尤其是他偶像巴乔的比赛，他总是乐与模仿巴乔的踢球方式。日复一日，他脚上起的一排排水疱见证了他从布雷西亚少年队到青年队的苦练，也见证了他和足球的亲密友谊。
皮尔洛在加盟国际米兰的第一年曾被匪徒持枪抢劫过，幸亏他当时表现得像在球场上一样“冷静”。歹徒要什么他给什么，决不讨价还价，歹徒对他的表现非常满意，就把他的小命给留下，才能逃過一劫。
开始皮尔洛为何穿21号球衣，皮尔洛在加盟尤文图斯后不久，他解释身披21号战袍的理由是“在布雷西亚时，我就穿過21號，巴治奧是10號。那是個特別的數字，我結婚的日子，我父親的生日，我在都灵住所的门牌号”。 但另一种说法是，原国米经理马佐拉给出不同的版本，皮尔洛到国米也想穿10号，但那属于罗纳尔多，马佐拉建议21号，说这个号码给自己带来了好运，内向的皮尔洛接受了。今天，皮尔洛带着一个防辐射有益健康的项圈，挂坠是一个字母A(名字安德雷阿的打头字母)和数字21。

## 早期生涯
皮尔洛最初效力的球队就是家乡的布雷西亚，在領隊馬佐尼安排之前皮尔洛一直是前腰球员，之后改擔任防守中場位置，而另一位传奇球员罗伯特·巴乔则担当前腰。皮尔洛亦曾擔任意大利國家青年隊隊長，贏得2000年歐洲21歲以下青年錦標賽冠軍。
1998年，派路離開布雷西亞，轉會到大球會國際米蘭。但當時司職前腰的他，在球星如雲的國際米蘭陣中很難找到上陣機會，因而不受重用。2001年1月25日派路被外借返布雷西亞，自此嶄露頭角，再一次展示他的優雅踢法。

### AC米蘭

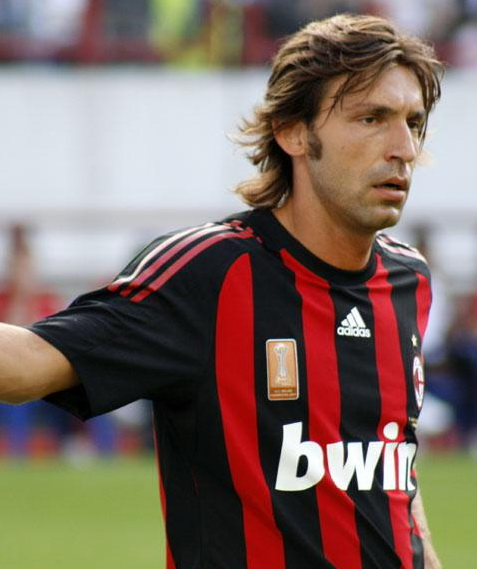
皮尔洛是AC米兰10年间中场的不二核心

2001年夏天，派路透過兩支米蘭市球會的球員交換中，正式轉會到AC米蘭。可是，AC米蘭陣中同樣有很多攻擊球員，皮尔洛的發揮空間很有限，更令外界一度認為他並不適合AC米蘭。但派路沒有放棄，更在球隊上下尤其是主教練的幫助下成功轉型，改任墮後組織核心（Deep-lying playmaker），與加图索組成AC米蘭的中場中路，這個排陣彷彿是為他量身訂做，加图索的防守能力彌補了他身體質素較弱的缺點，他只需要集中為球隊策動攻勢，是AC米蘭的中場指揮官，他與西多夫，魯伊·科斯塔，卡卡共同組成了叱咤歐洲球壇一個時代的“四個10號”進攻線。此外，派路擅長處理罰球，因此亦是球隊中的。2002-03年的球季，皮尔洛帶領AC米蘭贏得歐洲聯賽冠軍杯以及意大利杯，翌年亦助球隊贏得意甲聯賽冠軍。自此他成為球會的中場核心，他與加度素更被認為是世界最佳的中場組合。自此，一條世界級黃金中場線：皮尔洛，加图索，岩布仙尼及施多夫亦就始誕生。
2006年，AC米蘭因牽涉入意甲醜聞中而被扣分，派路曾被西班牙豪门皇家馬德里招攬，但後來遭到派路拒絕。雖然這個球季AC米蘭只能取得意甲第四名，但卻成功奪得歐冠盃冠軍，派路在決賽中主射罰球，造就隊友恩沙基先開紀錄。
在過去十年，派路可是AC米蘭最重要的功臣之一。在這十年間，派路協助紅黑軍團贏過2次欧冠冠軍、2次意甲聯賽冠軍、2次歐洲超級盃、1次意大利超級盃、1次世界球會盃及1次意大利盃。派路在隊中的創造力可謂無出其右，功不可沒。在他的足球事業黃金年代，即2002至2007年期間，他更成為了AC米蘭的必選正選，而且被外界一致認定為世界上其中一位頂級的，最佳的中場球員。
派路在球場上的閱球能力豐富，傳送獨到，而且他所處理的罰球，經常在AC米蘭的危急關頭，成為球隊救世主。但直至2010-11年球季，因傷患問題，以及在領隊艾歷尼的未來計劃之中，派路將不會被重用而慢慢被球會放棄。

### 祖雲達斯

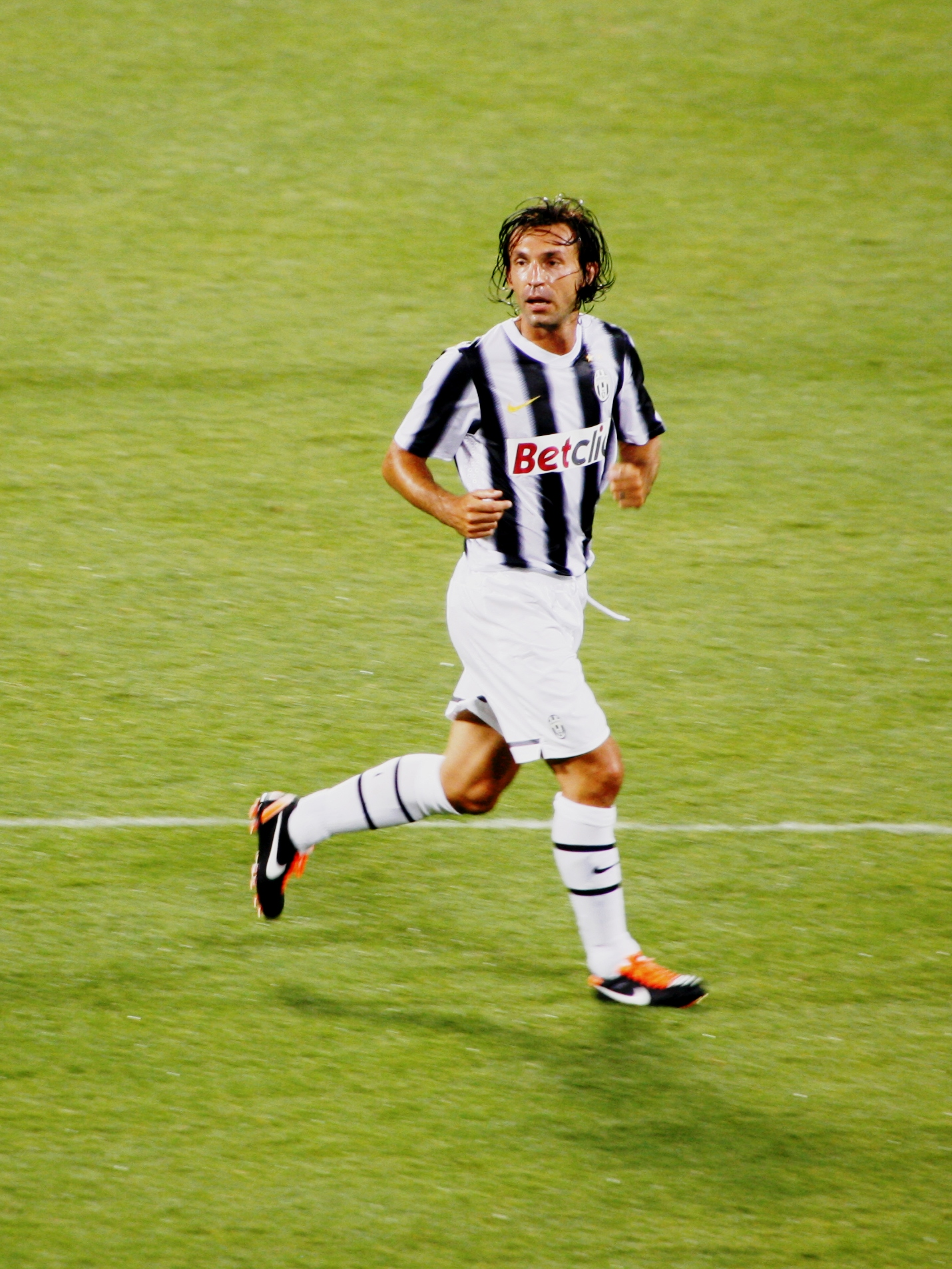
皮尔洛为尤文图斯效力

2011年5月，祖雲達斯官方宣布派路正式加盟，合同為期三年。派路加盟約一年，便迅速成為了祖雲達斯的核心中場成員，派路與國家隊隊友马尔基西奥及智利球員阿图罗·比达尔組成意甲第一中場線，他們能夠快速地在攻防位置互換，並讓派路擔任組織進攻的責任。在2011-2012年季賽中，派路在34輪意甲賽事中攻入了3球，並奉獻13個助攻，成為該屆意甲助攻王。2012年5月7日，派路代表祖雲達斯出戰第37場聯賽，這是他在2011-2012季賽中第36次出任正選，並順利完成整項賽事，協助球隊在客場以2-0擊敗卡利亞里，派路留下男兒淚，為祖雲達斯奪下2011-2012年度意甲聯賽冠軍。最後祖雲達斯以聯賽全季一場不敗的輝煌戰績奪冠。這亦是祖雲達斯第30個意甲冠軍，亦是派路在意甲聯賽中第3個冠軍。此外，在《天空體育》評出今季的意甲最佳陣容中，派路亦佔一席位。而在2011-2012年意大利盃的賽事中，派路亦奉獻2個助攻，可見派路對球隊有著極高的重要性。
2012年8月11日，派路出戰於北京鳥巢舉行的2011-2012年度意大利超級盃。於加時上半場比分為2:2時，祖雲達斯獲得自由球，派路藉此使出看家本領。他開出自由球，落到國家隊隊友，拿玻里中場－馬治奧的頭上，使其擺烏龍而反超前。比賽最終以4:2完結，派路亦獲得在祖雲達斯的第一個超級盃冠軍。

### 紐約城
2015年夏天，派路離開意甲盟主祖雲達斯，以自由身轉投美職聯球會紐約城。三十六歲的派路在紐約城的網頁表示，多支外國球會有意挻攬他，但他毫不猶豫選擇紐約城，指球會正在冒起，與他一樣都渴望在聯賽取得好成績。派路是繼大衛韋拿及林柏特後，第三個加盟紐約城的歐洲球星。
2015年度，派路中途加盟紐約城，為其出陣13次，貢獻2球助攻。因球隊處於磨合階段，成績並不理想，僅獲得第八。
2016年度，派路幾乎全勤出賽，為紐約城一共出陣32次，其中有23場比賽踢滿90分鐘。此賽季中派路只有一次缺席以及一次作為後備。派路為球隊貢獻1球自由球進帳和6球助攻，帶領球隊獲得美職聯賽第二，順利進入季後賽。紐約城於東岸準決賽客場對陣多倫多FC，兩回合計慘敗6比0，無緣晉級。派路在此賽季結束後被邀請出席2016年度全明星隊，以正選名單對陣阿仙奴。
2017年度，派路因傷病問題，無法連續出戰。因此派路在此賽季為紐約城出陣13次並交出1次助攻。賽季結束，紐約城排行第二，進入季後賽。紐約城於東岸準決賽客場對陣哥倫布機員，慘敗4比1，雖然紐約城力挽狂瀾，於次回合以2比0勝出比賽，但仍然無法改變結果，以總分4:3被哥倫布機員飲恨淘汰。
2017年11月6日，派路宣布結束22年職業球員生涯，高掛球靴。

## 國家隊

### 2000-2004年
派路於2000年成为意大利U21队长，並帮助意大利U21队获得当年欧洲青年锦标赛冠军，他也包揽了那届赛事金球奖（最佳球员）和金靴奖（最佳射手），同年他还随队征战了悉尼奧運會。
派路早在2000年9月首次為意大利國家隊上陣，之後他成為國家隊常客，並有份出席2004年歐洲國家盃。雖然他的表現不俗，但意大利最終首圈出局。2004年為意大利國家隊出戰完歐洲國家杯不久後，派路又入選奧運隊，並獲委任為隊長，帶領意大利贏得一面銅牌。

### 2006年世界盃
2006年世界盃乃派路打出名堂的一屆，雖然只曾在球隊的首場分組賽取得入球，但藉策動攻勢製造關鍵入球，可以说是最大功臣，為國家隊贏得世界杯冠軍。準決賽對陣東道主德國，派路於加時下半場以一記極巧妙的傳球助攻格羅素射入致勝球；決賽中開角球直接助攻馬特拉齊，為義大利攤平1-1，及後互射十二碼時首位主射並射入。當屆派路更取得世界杯金球獎第三名，即世界盃銅球獎的得主。而在2006年7月7日，派路亦被選入國際足協技術研究小組選出本屆世界盃的全明星隊1最佳11人名單當中。派路在意大利首戰加納、四強對陣德國和決賽對法國3場，派路都被國際足聯評為全場最佳，是該屆獲得最多全場最佳的球員。

### 2012年歐國盃

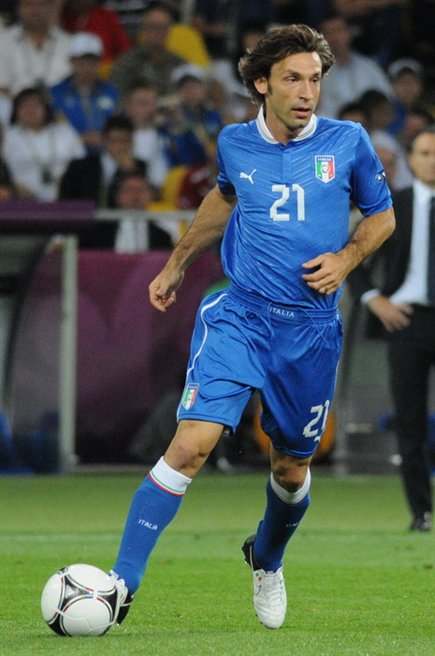
派路在2012歐洲國家盃

2012年，派路以33歲之高齡被意大利國家隊主教練－普蘭德利征召到國家隊，出征2012年歐洲國家盃。於小組賽中對陣大熱－西班牙，黑馬－斯洛伐克和愛爾蘭。派路於首戰西班牙，於下半場時加速連過三人，送出一個漂亮的直塞球，隊友迪拿達利接應後單刀破網，協助意大利以1:1戰平西班牙。過後派路於對陣克羅地亞時射入今屆唯一一球直入罰球，以1:1戰平克羅地亞。出戰愛爾蘭時開出角球助攻卡斯辛奴頭鎚入網，以2:0順利勝出，並於小組賽3局1勝2平5分以次名進入8強迎戰英格蘭。經過120分鐘意英大戰0:0後，進入互射十二碼環節，於第二輪時隊友蒙度利禾射失，但第三輪主射的派路沒有因此而受影響，更以一腳技驚四座的高水準笠射（勺子點球）騙過，亦使英格蘭隊和心理受壓，射失十二碼，意大利以4:2戰勝英格蘭進級4強。期後派路亦帶領意大利以2:1戰勝德國進入決賽。儘管意大利以9人應戰西班牙下慘敗4:0，派路卻在六場賽事中為意大利製造17次射門機會，三度成為全場最佳球員，更成為2012年歐國盃最佳十一人之一。

### 2013年洲際國家盃
2013年洲際國家盃首場對墨西哥賽事中，派路以一記漂亮的罰球以及賽後獲選為比賽最佳球員的表現慶祝自己為國家隊上陣第100場。此場之後，派路超越森保達成為第五位為意大利上陣次數最多的球員，亦成為意大利第五位上陣超越100場的「百夫長」。派路賽後更表示，有巴西球迷以一個富森巴味道的名字「派連奴」（Pirlinho）來稱讚自己，那等於認同他像巴西球員一樣滿有球味：「我知道巴西球迷們開始叫我做派連奴了，很高興我獲得一個像巴西人的名字。」而在意大利對陣日本隊時，派路亦利用角球助攻迪羅斯展開反擊，最終反勝日本隊躋身四強。在準決賽中對陣西班牙，派路雖然在互射十二碼中進球，卻未能帶領意大利進入決賽。最後意大利國家隊擊敗烏拉圭隊取得2013年洲際國家盃的季軍。

### 2014年世界盃
派路在他出版的自傳《我思故我踢》中提到，他將於2014年巴西世界杯結束後退役國隊，專注他的聯賽生涯。 
2014年巴西世界杯，派路在對陣英格蘭的比赛中發揮出色，一記變軌的自由球中柱彈出。雖然沒造成入球，卻使得再次被騙，而出色的任意球技術再次成為一時話題。但隨著惜敗烏拉圭隊，繼2010年世界盃後再度小組出局，派路宣佈正式退出意大利國家隊。派路表示他並不排除重回國家隊效力的可能。派路表示：“現在，我的决定是退出國家隊。不過如果新主帅邀请我回去，我願意回去。”在世界杯結束後，這位中場大師將年滿35歲，在這個年齡退出意大利國家隊，對他來說也許是新生活的開始。
2014年10月6日，意大利足協官方宣佈，由於中場有人員受傷，派路緊急重回國家隊頂替空缺，為意大利出戰10月10日阿塞拜疆和10月13日馬耳他的歐預賽。派路在世界盃之前宣佈盃賽之後將要退出意大利國家隊，但球隊小組提前出局兼易帥後，前祖記冠軍主帥干地接掌兵符，決定繼續信賴派路；而派路改變了主意，希望能和干地在國家隊再度合作，以其大賽經驗、策動攻勢和罰球幫助球隊。

## 退役
2017年11月6日，派路正式宣布退役，結束長達二十二年的職業球員生涯。派路表示：「不但效力紐約城的日子完結，我的足球生涯也寫上句號，所以我希望藉此機會感謝我的家人一直以來的支持，還有他們對我的愛。多謝每一支效力過的球隊，我很榮幸曾經為你們披甲；多謝每一位隊友，很高興曾經與你們並肩作戰；多謝所有令我擁有一段美妙職業生涯的人。最後，全世界的球迷一直支持我，你們永遠與我在我的心中。」
派路沒有因退役而放下足球，反而因知名度和人氣仍然高企，自近年不斷出席各種類型的慈善足球賽。
2018年4月21日，派路應費高和前隊友朗拿甸奴的邀請出席於巴西聖保羅球隊舉辦的「Match for Solidarity」慈善賽。派路作為費高隊的一員，同隊包括里奧費迪南、皮里斯、沙加度、高美斯、羅比·堅尼、魯爾和前隊友迪達等退役足壇名宿。費高隊最終以4比3獲勝。
2018年5月21日，派路於聖西路舉行一場慈善退役告別賽。派路解釋選擇米蘭的原因：「我的老隊友基本都會到場的。我之所以選擇聖西路是因為我在這裡度過了大半的職業生涯，並在這裡遇到了很多的隊友。」
是次比賽聚集了一眾90年代在意大利甲組聯賽打拼的名將，齊齊送別派路。
慈善告別賽名單:
門將：保方、迪達、史度拉利、艾比亞迪
後衛：阿丹尼、巴沙利、邦利拿、邦路斯、簡拿華路、卡富、基亞連尼、哥斯達庫塔、費華利、費拉拉、格羅索、贊古奴夫斯基、卡拿迪斯、列治史迪拿、馬甸尼、馬特拉斯、尼斯達、奧度、沙真奴、列柏錫、森保達、辛尼迪
中場：阿柏天尼、岩布仙尼、巴朗拿度奧、布羅基、甘莫蘭尼斯、德羅斯、迪亞文迪、加度素、里安納度、馬治斯奧、維達爾、施蒙尼-比比、柏路達、雷哥斯達、施多夫、華拉迪、迪亞納、林柏特
前鋒：舒夫真高、朗拿度、朗拿甸奴、迪比亞路、東尼、托迪、亞昆塔、基拿甸奴、恩沙基、博列洛、卡斯辛奴、基斯普、馬特尼、柏圖、加利亞雷拉、文托拉、韋利、巴治奧
領隊：安察洛堤、干地、艾歷尼、鄧納東尼、泰索迪
而主角派路為兩隊各踢半場。最終是役雙方合共炮製14個入球之多，其中派路雖未有「士哥」，但在上半場交出一記助攻，妙傳予韋利建功，而恩沙基更在下半場9分鐘內「連中三元」，助白星隊最終追成7：7和氣收場。賽後派路更獲一眾「隊友」拋起慶祝，並獲逾五萬球迷起立鼓掌致敬，為「主人之夜」完美謝幕。派路充滿感激：「我很感謝我的朋友及所有到來球場的人，為娛樂、體育及慈善去享受這一夜。」派路透露正考慮執教鞭：「我有考慮過想做甚麼，但最近停止了，並不懷念球場，但在將來或會成為教練。我的所有前隊友都說不想做教練，但最後全都做了。」
2019年3月23日，派路出席由利物浦元老及AC米蘭元老合演的慈善賽，兩隊經典球員包括謝拉特、恩沙基、雷哥斯達、羅比科拿、古治、馬甸尼、尼斯達、卡卡、卡富等。派路於比賽中攻入1球自由球。最後利物浦元老隊以3比2勝出比賽，而是次所有比賽收益會歸入利物浦球隊的基金會，以改善青少年生活。
2019年5月29日，派路出席由祖雲達斯舉行的慈善賽，為癌症研究籌款。其中派路是基斯坦奴朗拿度隊的一員，同隊包括基斯坦奴朗拿度、托迪、尼維特等。派路於比賽中攻入1球十二碼。最後基斯坦奴朗拿度隊以3比2勝出比賽。

## 教練生涯
2021年5月28日，在帶領球隊奪得義大利超級盃、義大利盃冠軍後，尤文圖斯宣布派路不再擔任主教練一職。
2022年6月12日，派路被任命为土超俱乐部卡拉古拉克的主教练，双方签约一年。至2023年5月24日，被提早解約。

## 評價
- 巴治奧﹕「派路是一名偉大的球員，他有過人的天賦。我相信他終有一天會成為意大利和米蘭的巨星。」
- 加度素：「當我看到派路可以用腳帶球做出的那些動作時，我不得不問自己，我配當一名球員嗎？」
- 舒夫真高：「我在球會有派路協助我策動攻勢，但在國家隊，卻偏偏欠缺像派路這一類球員，使我感到孤掌難鳴。」
- 卡卡：「我恨不得他是巴西人，跟我一起打世界盃。」
- 卡卡：「派路的遠射實在太不可思議，他總是喜歡做讓人防不勝防的射門。」
- 彭利拿：「倘派路是巴西人，我一定會以他為重心，可是他不是。」
- 納比：「無可否認，派路擁有成為最佳足球員的素質，他是沉默的領袖，用腳說話。」
- 迪比亞路：「派路的自由球的確是令人叫絕，而且變化特別多。」
- 列治史迪拿：「皮尔洛跟我们说只要他要球，不管他身边有几个对方球员，我们也必须把球传给他。」
- 柏蘭迪利说：「能够拥有皮尔洛这样的球员，很多事情都变得轻松。」
- 艾歷尼：「派路他拥有魔幻般的双脚，尤其是他的右脚。当他起脚射门时，皮球会划过一条非比寻常的弧线，这就是他进球的方式。」

派路以24歲的年齡就被歐足聯評選為「改變足球歷史的20位巨星」之一。亦有外國足球雜誌評價意大利國腳派路是「改變足球」的17位革命人士之一，原因是其「新類型人」的轉型，使到世界球壇從此多了一個新名詞—「持球中場」。

## 入球
派路不僅是一名擁有精準長傳和極具殺傷力的短傳的頂級中場大腦、優雅且細膩的建築師，他更是足球場上的移動砲台、劊子手和世界著名的罰球王。派路於意甲聯賽職業生涯共打入59球，除1996-97賽季效力布雷西亞时在意乙打入2球，其餘57球都是在意甲打入。在派路的57個意甲進球中，有25球是自由球破門，14球是以十二碼方式破門。

### 罰球
毫無疑問，派路的罰球功架是世界頂級的。他透露P.祖連奴是其學習及模仿罰球的對象，而偶像巴治奧亦曾對他教授任罰球技巧。
派路擅長各種罰球，包括：
- 落葉球：是指皮球会朝一个方向飞去，当靠近球门时会突然下沉的罰球射門。
- 電梯球：是指皮球在半空中左飄右飄，球门前突然变线下坠的S型罰球射門。
- 曲線球：是指在球上加了漩轉力用於繞過人牆，可分為內彎及外彎。
- 地滾球：是指落地滚动的皮球從起跳的人墙下穿過並鑽入球門的罰球射門。

派路在2005-06年度意甲聯賽射進4個罰球，平了米蘭近20年來自由球入球紀錄。派路更於同年世界盃外圍賽中對陣蘇格蘭時使用罰球「梅開二度」。派路在2012年裡更有6球罰球進帳，而其中一個更是在歐洲國家盃中產生（以33岁打破了由法国名宿施丹保持的31岁歐洲國家盃最年长罰球破门纪录）。2013年1月14日，派路在帕爾馬攻入了罰球，於2012-13賽季裡打進5球罰球，平了祖雲達斯單賽季罰球入球紀錄。2015年4月26日，派路在對陣都靈的賽事上取得一球罰球入球，使他在意甲罰球的入球數量達27個，僅次於米赫洛域（28球），超越迪比亞路（22球），佐拉和巴治奧（20球）成為意甲罰球第二人。而縱觀整個職業生涯，派路現時總共有45球以上的罰球進帳。

### 十二碼
派路是球隊中的十二碼主射常客，於十多年間射入不少經典的十二碼。2002-2003年度，派路單季入球數目最多的9個入球中有8個是以十二碼方式取得。而最具代表性的，是曾兩道以「勺子點球」打破著名意大利門將柏魯卡的十指關，差點被柏魯卡认为派路是故意瞧不起他，他的队友更作势要打派路，而派路表示说不记得以前用过一次，是個誤會。還有2006年世界盃決賽對陣法國互射十二碼，第一輪首射「中路點球」，沒有重蹈2004年歐聯射失十二碼的覆轍。雖然於2011-2012年度意甲聯賽中，派路有過十二碼二射二失的劣跡，但在同年歐洲國家盃對陣英格蘭互射十二碼時的關鍵時刻，一腳藝高人膽大的「勺子點球」騙過對方守門員祖·赫特最叫人驚嘆，而此射被認為是意英點球大戰的轉捩點。

### 遠射
派路早年經常有遠射代表作，例如於2006年世界盃小組賽對陣加納的遠射，助意大利以2比0勝出全取3分。而在2009年對皇家馬德里驚醒世人的30碼「神仙球」和2010年對帕爾馬的40碼「百步穿楊」亦時近期的代表作；前者令球隊作客班拿貝球場反勝皇家馬德里、後者則令AC米蘭登上意甲聯賽榜首、最終獲得了2010-2011年度的意甲冠軍。在2014-2015年度裡，派路兩道用遠射反勝都靈和亞特蘭大，更值得一提的是，他在都靈的進球是以壓哨時間93分55秒打進。他的入球令人回味得津津樂道，他的遠程射球能力更無不令人感到驚訝和讚嘆。

## 职业生涯全记录
- 最後修改日期為2015年2月21日

| 赛季                | 效力球队            | 联赛                | 本土联赛 *1 | 本土联赛 *1 | 欧洲赛事 *2 | 欧洲赛事 *2 | 总数  | 总数 |
| ------------------- | ------------------- | ------------------- | ----------- | ----------- | ----------- | ----------- | ----- | ---- |
| 赛季                | 效力球队            | 联赛                | 上阵        | 入球        | 上阵        | 入球        | 上阵  | 入球 |
| 1994-95             | 布雷西亚            | 意大利甲级联赛      | 1场         | 0球         | -           | -           | 1场   | 0球  |
| 1995-96             | 布雷西亚            | 意大利乙级联赛      | -           | -           | -           | -           | -     | -    |
| 1996-97             | 布雷西亚            | 意大利乙级联赛      | 17场        | 2球         | -           | -           | 17场  | 2球  |
| 1997-98             | 布雷西亚            | 意大利甲级联赛      | 29场        | 4球         | -           | -           | 29场  | 4球  |
| 1998-99             | 国际米兰            | 意大利甲级联赛      | 18场        | 0球         | 7场         | 0球         | 25场  | 0球  |
| 1999-00             | 国际米兰            | 意大利甲级联赛      | -           | -           | -           | -           | -     | -    |
| 1999年9月起（租借） | 里賈納              | 意大利甲级联赛      | 28场        | 6球         | -           | -           | 28场  | 6球  |
| 2000-01             | 国际米兰            | 意大利甲级联赛      | 4场         | 0球         | 1场         | 0球         | 5场   | 0球  |
| 2001年1月起（租借） | 布雷西亚            | 意大利甲级联赛      | 10场        | 0球         | -           | -           | 10场  | 0球  |
| 2001-02             | AC米兰              | 意大利甲级联赛      | 18场        | 2球         | 11场        | 0球         | 29场  | 2球  |
| 2002-03             | AC米兰              | 意大利甲级联赛      | 27场        | 9球         | 13场        | 0球         | 42场  | 9球  |
| 2003-04             | AC米兰              | 意大利甲级联赛      | 32场        | 6球         | 9场         | 2球         | 44场  | 8球  |
| 2004-05             | AC米兰              | 意大利甲级联赛      | 30场        | 4球         | 12场        | 1球         | 43场  | 5球  |
| 2005-06             | AC米兰              | 意大利甲级联赛      | 33场        | 4球         | 16场        | 1球         | 49场  | 5球  |
| 2006-07             | AC米兰              | 意大利甲级联赛      | 34场        | 2球         | 18场        | 1球         | 52场  | 3球  |
| 2007-08             | AC米兰              | 意大利甲级联赛      | 33场        | 3球         | 12场        | 2球         | 45场  | 5球  |
| 2008-09             | AC米兰              | 意大利甲级联赛      | 26场        | 1球         | 3场         | 1球         | 29场  | 2球  |
| 2009-10             | AC米兰              | 意大利甲级联赛      | 34场        | 0球         | 9场         | 1球         | 43场  | 1球  |
| 2010-11             | AC米兰              | 意大利甲级联赛      | 17场        | 1球         | 8场         | 0球         | 25场  | 1球  |
| 效力AC米兰的10球季  | 效力AC米兰的10球季  | 效力AC米兰的10球季  | 284场       | 32球        | 111场       | 9球         | 401场 | 41球 |
| 2011-12             | 尤文图斯            | 意大利甲级联赛      | 37场        | 3球         | 0场         | 0球         | 37场  | 3球  |
| 2012-13             | 尤文图斯            | 意大利甲级联赛      | 32场        | 5球         | 10场        | 0球         | 42场  | 5球  |
| 2013-14             | 尤文图斯            | 意大利甲级联赛      | 30场        | 4球         | 13场        | 2球         | 33场  | 6球  |
| 2014-15             | 尤文图斯            | 意大利甲级联赛      | 15场        | 3球         | 4场         | 1球         | 19场  | 4球  |
| 效力祖雲達斯的4球季 | 效力祖雲達斯的4球季 | 效力祖雲達斯的4球季 | 114场       | 15球        | 27场        | 3球         | 141场 | 18球 |
| 累计                | 累计                | 累计                | 505场       | 59球        | 146场       | 12球        | 651场 | 71球 |

- 1：并未包括意大利足协杯以及意大利超级杯的比赛
- 2：并未包括欧洲超级杯的比赛

国际比赛进球
| #   | 日期       | 场地             | 对阵       | 比分 | 赛果 | 赛事               |
| --- | ---------- | ---------------- | ---------- | ---- | ---- | ------------------ |
| 1.  | 2000-09-13 | 澳洲，墨爾本     |            | 1–0  | 胜   | 2000年奧運會分組賽 |
| 2.  | 2004-05-30 | 突尼斯，拉迪斯   | 突尼西亞   | 4–0  | 胜   | 友谊赛             |
| 3.  | 2005-03-26 | 意大利，米兰     | 苏格兰     | 2–0  | 胜   | 2006年世界杯预选赛 |
| 4.  | 2005-03-26 | 意大利，米兰     | 苏格兰     | 2–0  | 胜   | 2006年世界杯预选赛 |
| 5.  | 2005-08-17 | 爱尔兰，都柏林   | 愛爾蘭     | 2–1  | 胜   | 友谊赛             |
| 6.  | 2006-06-12 | 德国，汉诺威     |            | 2–0  | 胜   | 2006年世界杯       |
| 7.  | 2007-10-13 | 意大利，热那亚   |            | 2–0  | 胜   | 2008年欧洲杯预选赛 |
| 8.  | 2008-02-07 | 瑞士，苏黎世     | 葡萄牙     | 3–1  | 胜   | 友谊赛             |
| 9.  | 2008-06-17 | 瑞士，苏黎世     | 法國       | 2–0  | 胜   | 2008年欧洲杯       |
| 10. | 2009-03-28 | 黑山，波德戈里察 | 蒙特內哥羅 | 2–0  | 胜   | 2010年世界杯预选赛 |
| 11. | 2010-09-07 | 意大利，佛罗伦萨 | 法罗群岛   | 5–0  | 胜   | 2012年欧洲杯预选赛 |
| 12. | 2012-06-14 | 波兰，波兹南     |            | 1–1  | 平   | 2012年欧洲杯       |
| 13. | 2012-10-12 | 亞美利亞，埃里溫 | 亞美尼亞   | 3–1  | 胜   | 2014年世界杯预选赛 |
| 14. | 2013-05-31 | 意大利，博洛尼亞 | 圣马力诺   | 4–0  | 胜   | 友誼賽             |
| 15. | 2013-05-31 | 巴西，里約熱內盧 | 墨西哥     | 2–1  | 胜   | 2013年洲際國家盃   |

## 榮譽

### 球會
布雷西亞
- 意乙聯賽冠軍：1996-97

 AC米兰
- 冠軍：2002-03、2006-07
- 歐洲超級杯冠軍：2003、2007
- 冠軍：2007
- 意甲聯賽冠軍：2003-04、2010-11
- 意大利杯冠軍：2002-03
- 意大利超级杯冠軍：2004

 尤文图斯
- 意甲聯賽冠軍：2011-12、2012-13、2013-14、2014-15
- 意大利杯：2015
- 意大利超级杯冠軍：2012、2013

### 國家隊
意大利
- 欧青赛冠军：2000
- 世界盃冠军：2006

### 個人榮譽
意大利共和國騎士勳章
意大利共和國優秀榮譽勳章
- 欧青赛金球奖：2000
- 欧青赛最佳射手：2000
- FIFPro年度世界最佳十一人：2005-06年度
- 世界盃：2006年銅球獎得主
- 世界盃全明星隊：2006
- 年度最佳中場：布尔加雷利獎：2011-12年度
- 意甲银球奖：2011-12年度
- 意甲聯賽助攻王: 2011-12賽季
- 意甲聯賽最佳球员：2012
- 意甲奧斯卡年度最佳球員：2011-2012年度，2012-2013年度，2013-2014年度
- 意甲奧斯卡年度最佳陣容：2011-2012年度，2012-2013年度，2013-2014年度
- 意甲終身成就獎：2018
- 歐洲足協年度最佳陣容：2012
- 歐國盃最佳十一人：2012
- ESM年度最佳陣容: 2011-12年度
- FIFA洲際國家盃最佳陣容：2013
- 西雷阿職業球員楷模獎: 2013

### 教練生涯
尤文图斯
- 義大利超級盃冠軍：2020
- 義大利盃冠軍：2020-21